# 軍事同盟

第一次世界大戦前のヨーロッパの軍事同盟。茶色は三国同盟、緑色は三国協商。

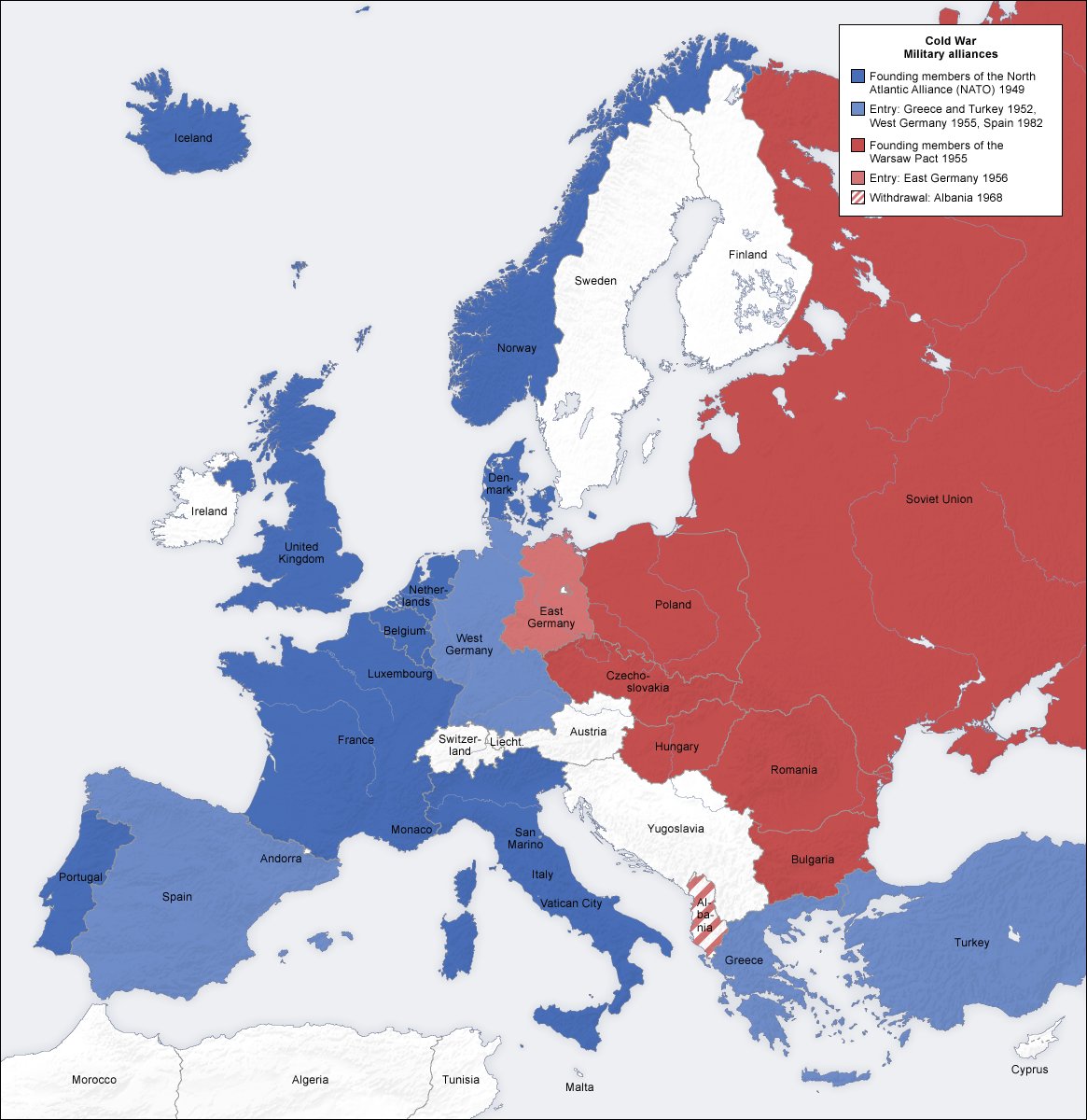
東西冷戦期のヨーロッパの軍事同盟。青色はNATO（1949年設立時の原加盟国）、水色はNATO（1952年以降の加盟国）、赤色はワルシャワ条約機構（1955年設立時の原加盟国）、ピンクはワルシャワ条約機構（1956年加盟の東ドイツ）。

軍事同盟（ぐんじどうめい、英: military alliance）とは、国家目標を達成するために、2つ以上の国が、軍事上の義務を伴った条約に基づいて提携することである。

## 概要
軍事同盟とは一般に安全保障のために二ヶ国以上の独立した国家が相互に軍事力の援助を行うことを定めた条約である。このような軍事同盟で想定される軍事的な支援は直接的な部隊の展開や連合作戦、軍事施設の共有だけでなく、兵器売買や経済的支援を通じた間接的な軍事援助を含んでいる。軍事同盟にはさまざまな形態があるが、同盟国が二ヶ国以上の国と戦争状態になった場合に参戦する義務が生じる防守同盟や同盟国が1国以上の国と戦争状態になった場合に参戦する義務が生じる攻守同盟などがあるが、ディングマンの研究では連合体(alignment)、提携(coalition)、協約(entente)、そして集団安全保障の四つに大別されている。

## 現行
- アメリカ合衆国
  - 北大西洋条約（NATO）
  - オーストラリア・ニュージーランド・アメリカ合衆国安全保障条約（ANZUS）（豪新米同盟）
  - AUKUS（豪英米同盟）
  - 米州相互援助条約（リオ条約）
  - 日米安全保障条約（日米同盟）
  - 米韓相互防衛条約（米韓同盟）
  - 米比相互防衛条約（米比同盟）
  - 台湾関係法（事実上の米台同盟）
- 中華人民共和国
  - 中朝友好協力相互援助条約（中朝同盟）
- ロシア
  - 集団安全保障条約（ロシア、アルメニア、ベラルーシ、カザフスタン、キルギス、タジキスタン）
  - 包括的戦略パートナーシップ条約（露朝同盟）
- イギリス
  - 英葡永久同盟（イギリスとポルトガルの世界最古の同盟）
  - 5か国防衛取極（イギリス、オーストラリア、ニュージーランド、シンガポール、マレーシア）

※上海協力機構はユーラシア諸国間の安全保障会議であるが純粋な軍事同盟では無い。

## 歴史上
歴史上で著名な軍事同盟には以下がある。一部は協商など軍事以外を含む。
- 古代・中世
  - ラティウム同盟
  - ペロポネソス同盟
  - カッシウス条約
  - デロス同盟 - ペルシア戦争
  - コリントス同盟
  - 十字軍
  - レコンキスタ
  - ジハード
  - 古い同盟
  - ウィンザー条約
  - カンブレー同盟
  - シュマルカルデン同盟
  - カトリック連盟 - 三十年戦争
  - プロテスタント同盟
  - 神聖同盟 (1684年)
  - ハンザ同盟
- フランス革命終結まで
  - アウクスブルク同盟 (1686-1697) - 大同盟戦争の対フランス同盟
  - 露普同盟 （1764-1788）
  - 墺露同盟 （1781-1790）
  - 英普同盟 （1788-）
  - 三国同盟（英普蘭同盟） （1788-1791）
  - 英普蘭露同盟 （1791-）
  - 対仏大同盟 （1793-1815） - フランス革命の対フランス同盟
- 第一次世界大戦終結まで
  - ビスマルク体制
    - 三帝同盟・三帝協商（独墺露同盟） （1873-1887）
    - 三国同盟（独墺伊同盟） （1882-1915） - 第一次世界大戦の中央同盟国に発展
    - 独露再保障条約 （1887-1890）

  - 三国協商 （1894-1917） - 第一次世界大戦の連合国に発展
    - 露仏同盟
    - 英露協商
    - 英仏協商

  - 日英同盟 （1902-1923）
  - 日露協約 （1907-1917）
  - 日仏協約 （1907-1941）
- 第二次世界大戦終結まで
  - 防共協定 （1936-1945）
  - 鋼鉄協約 （1939-1943）
  - 日独伊三国軍事同盟（1940-1945） - 第二次世界大戦の枢軸国に発展
  - 日泰攻守同盟条約 （1941-1945）
  - 連合国共同宣言 （1942） - 第二次世界大戦の連合国、第二次世界大戦後の国際連合に発展
- 第二次世界大戦終結後
  - 西側諸国
    - 東南アジア条約機構 （1954-1977）
    - 米華相互防衛条約 （1954-1979）
    - 中央条約機構 （1955-1979）

  - 東側諸国
    - 中ソ友好同盟相互援助条約（1950-1980）
    - ワルシャワ条約機構（1955-1989）
    - ソ朝友好協力相互援助条約（1961-1996）
    - ソ蒙友好協力相互援助条約（1966-1993）
    - 印ソ平和友好協力条約（1971-1991）
    - ソ越友好協力条約（1978-1991）

## 日本の戦国時代
日本の戦国時代、室町幕府の力は衰え、各地方に戦国大名や国衆をはじめとする地域権力が出現し、地域権力間の外交関係が展開された。戦国大名領の拡大に伴い、それぞれの大名領国は国境を接するようになり、合戦が多発した。
戦国大名は領国拡大や他国への牽制等を目的に大名家同士で軍事同盟を結び、戦国期の同盟は共通の利害のある双方で国境再編（国分）を行い和睦を確認し、起請文を取り交わして成立した。同盟に際しては婚姻を伴うことが多い。また、同盟関係の締結においては第三者や室町将軍等が仲介を行うこともあり（中人制）、大名家中においては同盟相手国の領国近辺に配置された家臣や国衆などが取次を担当した。
戦国大名はこうして成立した軍事同盟を基盤に領国拡大を行い、双方に軍事援助や軍事的仲裁を行っているが、一方で同盟の締結は他方の外交関係を破綻させるなど脆弱性を伴うものであった。そのような外交情勢の変化などに伴う同盟国間との信頼の動揺を防ぐため、同盟国は頻繁に起請文を交わして同盟関係の維持に務めていた。